# Acanthaxius polyacantha
Acanthaxius polyacantha är en kräftdjursart som först beskrevs av Miyake och Sakai 1967.  Acanthaxius polyacantha ingår i släktet Acanthaxius och familjen Axiidae. Inga underarter finns listade i Catalogue of Life.